# Halkirk
Ne doit pas être confondu avec Halkirk (Alberta).

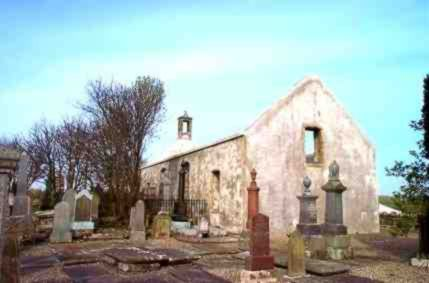
La vieille église d'Halkirk, aujourd'hui abandonnée.

Halkirk est un village sur la Thurso dans le Caithness, dans le council area des Highland, en Écosse. C'est d'Halkirk que part la route B874 qui se dirige vers Thurso au nord et Georgemas à l'est. Le village se situe dans la paroisse d'Halkirk.
Le village reçu un temps la cathédrale du diocèse de Caithness, mais elle a été déplacée vers Dornoch au début du XIIIe siècle. Il n'y a aucun reste de l'église d'origine et du siège de l'évêque.

## Distilleries
Halkirk disposait de deux distilleries de whisky, Gerston entre 1796 et 1885, et Ben Morven (également connue comme Gerston II) de 1886 à 1911. Les deux ont été établies sur les berges de la Thurso, près de Gerston Farm, et les deux tiraient leur eau de Calder Burn. La distillerie Ben Morven portait son nom selon le mont Morven, le point le plus élevé de Caithness.
La distillerie de Gerston fut fondée à l'origine par Francis Swanson, puis développée par ses deux fils, John et James, en 1825. Sir Robert Peel y aurait acquis son goût pour le whisky. La distillerie ferme peu de temps après et est vendue à de nouveaux propriétaires en 1872, et une entreprise londonienne, s'appelant elle-même la Gerston Distillery Company, décide de construire une nouvelle distillerie.
En 1897 la nouvelle distillerie est vendue à la Northern Distilleries Limited, qui la renomme Ben Morven. Elle ne rencontre jamais vraiment de succès, et est fermée vers 1911.

## Alexander Keith
Halkirk est le lieu de naissance d'Alexander Keith (1795 à 1873), qui s'installe à Halifax et devient un politicien et un brasseur respecté. Il est connu au Canada pour sa plus célèbre bière, l'Alexander Keith's India Pale Ale.